# Relações entre Abecásia e Ossétia do Sul
As relações entre Abecásia e Ossétia do Sul referem-se às relações bilaterais entre a República da Abecásia e a República da Ossétia do Sul, cujo estatuto internacional é contestado - ambos são considerados parte da Geórgia pela maioria dos países do mundo. Apenas Rússia, Nauru, Vanuatu, Nicarágua e Venezuela seguem reconhecendo a independência da Abecásia e Ossétia do Sul.
Abecásia e Ossétia do Sul reconheceram mutuamente suas independências e estabeleceram formalmente relações diplomáticas em 17 de novembro de 2006. Em 19 de setembro de 2005, um dia antes do 15º aniversário da declaração de independência da Ossétia do Sul, o presidente Sergei Bagapsh, da Abecásia e o presidente Eduard Kokoity, da Ossétia do Sul, assinaram um tratado de amizade e cooperação em Tskhinvali. O tratado foi ratificado pelo Parlamento da Ossétia do Sul em 27 de dezembro e pelo Parlamento da Abecásia em 15 de fevereiro de 2006. em 20 de setembro, Eduard Kokoity concedeu a Sergei Bagapsh a medalha de honra sul-osseta.
Nos últimos anos, os governos da Abecásia e Ossétia do Sul têm vindo a trabalhar em conjunto em busca de um maior reconhecimento internacional. Os líderes dos dois países também assinaram um pacto de defesa mútua, afirmando que, no caso de um ou outro país ser atacado, o outro deve envolver-se em defesa daquele que está sendo vítima de ataque. Durante a guerra de 2008 na Ossétia do Sul, soldados da Abecásia e voluntários apoiados por pára-quedistas russos levaram tropas da Geórgia a perder seu último reduto na Abecásia, o Vale de Kodori, enquanto as forças russas e sul-ossetas estavam envolvidas em combates pesados com as forças georgianas.
Em 18 de agosto de 2015, a Abecásia e a Ossétia do Sul assinaram um acordo sobre a isenção de visto durante uma visita do ministro das Relações Exteriores da Abecásia, Viacheslav Chirikba, à capital sul-osseta.